# Plaiul Fagului
Naukowy rezerwat przyrody „Plaiul Fagului” (Bukowe zbocze) – obszar chroniony w Republice Mołdawii powołany w celu ochrony reprezentatywnych ekosystemów leśnych, w tym najważniejsze stanowisko buka na terenie państwa. Wcześniej w tym samym miejscu istniał rezerwat leśno-cynogenetyczny „Rădenii Vechii” (5526 ha).

## Obszar
Rezerwat znajduje się w rejonie Ungheni na południe od miasteczka Corneşti. Jego powierzchnia wynosi 5642 ha, z czego 96,4% zajmują lasy, z których większość (4639 ha) ma charakter naturalny. Obszar ochrony ścisłej rezerwatu zajmuje 803 ha. Stanowi on północno-zachodnią część Kodrów. Obszar charakteryzuje się głębokimi dolinami o przewyższeniu do 250 m. Najniższy punkt rezerwatu jest na 126 m n.p.m., gdy najwyższy znajduje się na 408 m n.p.m. W dolinach płyną strumienie będące dopływami rzeki Byk.

## Przyroda
Na florę rezerwatu składa się 909 gatunków, w tym 82 rzadkie w skali kraju. Cechą charakterystyczną jest występowanie buka, osiągającego rozmiary pomnikowe. Mimo to buczyny zajmują niecałe 5% lasu, w którym dominują dąb, jesion i grab. 
W granicach rezerwatu zaobserwowano 49 gatunków ssaków, 142 gatunki ptaków, 8 gatunków gadów, 12 gatunków płazów i liczne gatunki bezkręgowców. W lesie można spotkać m.in. sarny, dziki, jelenie, żbiki, łasice, wiewiórki, dzięcioły, czaple, orliki grubodziobe, żmije zygzakowate i in.